# Snorra-Edda

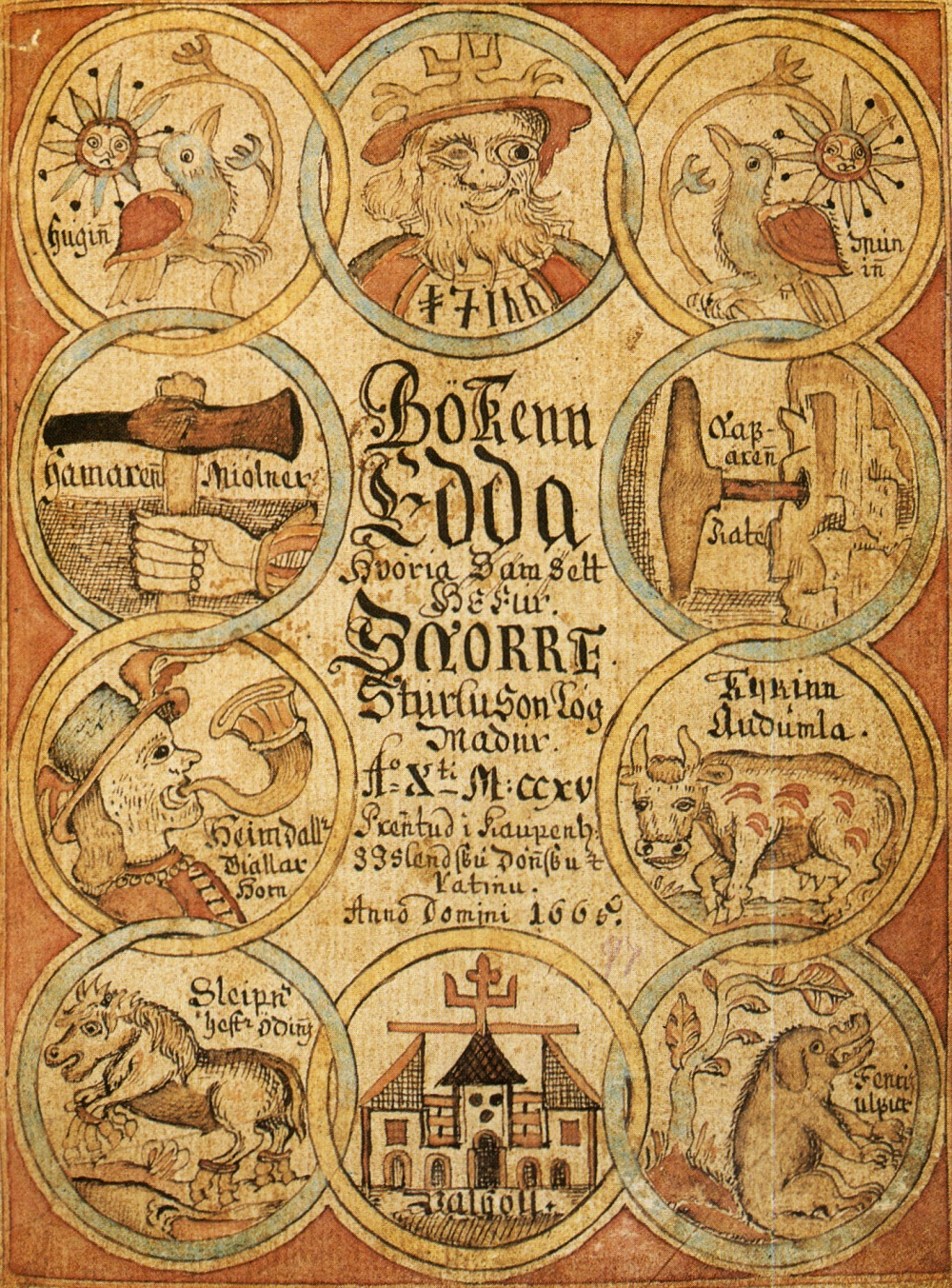
Druckausgabe der Snorra-Edda von 1666.

Die Snorra-Edda (auch Prosa-Edda oder unpräzise Jüngere Edda genannt) ist ein ursprünglich nur als Edda betiteltes Handbuch für Skalden. Die Bezeichnung dient der besseren Unterscheidung von der Lieder-Edda.
Die Snorra-Edda ist in erster Linie als mythographisches und dichtungstheoretisches Werk gedacht, stellt jedoch auch eine wichtige Quelle altnordischer Dichtung und Mythologie aus dem 13. Jahrhundert dar. Sie wurde verfasst von Snorri Sturluson, einem isländischen Dichter und Historiker, der von 1178 oder 1179 bis 1241 lebte. Sie ist eine Kompilation altnordischer Überlieferungen, die zwischen 1220 und 1225 entstanden sein soll. Die Motivation Snorris, dieses Handbuch zu verfassen, lag in seiner Befürchtung, dass im Zuge der weitreichenden Christianisierung des Nordens die für das Verständnis der skaldischen metrischen Formen notwendigen Kenntnisse der altnordischen Mythologie verloren gehen könnten. Die Snorra-Edda verfolgt didaktische und bewahrende Ziele. Snorris Bemühen galt der Überlieferung der zu seiner Zeit wohl hauptsächlich mündlich vorliegenden Skaldenstrophen.

## Überlieferung und Handschriften
Snorri kompilierte die nordischen Mythen, die er teilweise der Lieder-Edda entlehnte, teilweise nicht mehr bekannten Quellen entnahm, in der Absicht, ein Handbuch zur Verfügung zu stellen, das die altnordische Metrik und Poetik und die Stoffe der Dichtungen, denen die poetischen Umschreibungen entnommen sind, dokumentiert.
Erhalten blieb die Snorra-Edda in vier Handschriften. Keine dieser Abschriften wurde von Snorri selbst oder zu seinen Lebzeiten angefertigt, so dass nicht bekannt ist, ob alles aus seiner Feder stammt:
- Die älteste Handschrift, der Codex Upsaliensis (U, Codex DG 11), entstanden um 1300.
- Der am besten erhaltene Codex Regius der Snorra Edda (R, Gks 2367, 4to), wahrscheinlich aus dem Jahr 1325.
- Der Codex Wormianus (W, AM 242, fol.), der etwa um 1350 entstanden ist.
- Der Codex Trajectinus (T, Utrecht 1374), der eine Abschrift auf Papier aus der Zeit um 1600 ist. Die Pergamentvorlage könnte im 13. Jahrhundert entstanden sein.

## Der Name Edda
Snorri soll seiner nordischen Mythographie, inklusive skaldischem Lehrbuch, den Namen Edda gegeben haben, der dann auf die Sammlung der Dichtungen der sogenannten Lieder-Edda übertragen wurde, welche die meisten der Gedichte enthält, aus denen Snorri seine Snorra-Edda aufgebaut hat.
Die älteste Handschrift von ca. 1300 ist mit „Dieses Buch heißt Edda“ betitelt. Die Bedeutung und Etymologie des Namens Edda ist umstritten. Die von seinen Zeitgenossen gemeinte Bedeutung mag Poetik gewesen sein. Im Laufe der Forschungsgeschichte wurden bis heute vier unterschiedliche Möglichkeiten diskutiert:
- Altisländisch edda bezeichnet die Urgroßmutter – hier der Altertümlichkeit des Textes wegen, als mythologischer Urmutter, verwendet;
- eine Ableitung des altisländischen Wortes óðr (Poesie, Dichtung) – als Dichtungslehre;
- eine Ableitung vom lat. edo (ich verkündige, teile mit, auch: dichte);
- eine Widmung an den Ortsnamen Oddi, wo Snorri lebte – Das Buch von Oddi.

Bei diesen Spekulationen darf nicht vergessen werden, dass die Bezeichnung nicht aus germanischer Überlieferung, sondern aus dem Kreis gelehrter isländischer Frühgeschichte stammt, die durchaus christlich ausgerichtet war.

## Texte der Snorra-Edda
Die Snorra-Edda gliedert sich in drei Hauptteile sowie einen vorangestellten Prolog:
- den Prolog (altisländ. formáli)
- die Gylfaginning (Gylfis Täuschung: der Hauptteil der Snorra-Edda, der, in der Rahmenhandlung vom sagenhaften König Gylfi, einen didaktischen Abriss der nordischen Mythologie bietet)
- die Skáldskaparmál (Sprache der Dichtkunst: eine Poetik der Skaldendichtung, die eine Theorie und Praxis der Kenningar sowie ein Verzeichnis poetischer Synonyme enthält)
- das Háttatal (Verzeichnis der Versformen, enthält einen ausführlichen Kommentar Snorris)

Bei der Abfassung von Gylfaginning und Skáldskaparmál bediente sich Snorri lateinischer Vorbilder des didaktischen Dialogs und mittelalterlicher Schulbücher der Poetologie und Rhetorik.

## Bedeutung der Snorra-Edda
Die einzelnen Texte der Snorra-Edda stehen in einem bestimmten Verhältnis zueinander:
- Der Prolog (altisländ. fórmali) ordnet die von Snorri präsentierte heidnisch-nordische Weltanschauung in den Rahmen der griechisch-römisch geprägten mittelalterlichen Gelehrsamkeit ein – er präsentiert altisländische gelehrte Vorgeschichte. Die germanischen Götter werden darin als menschliche Helden des Trojanischen Krieges rationalisiert (euhemerisiert), die nach dem Fall der Stadt Troja in den Norden wandern und dort als Könige angenommen werden; der Titel Æsir (Asen) wird auf Asia (Kleinasien) zurückgeführt.
- Snorris Gylfaginning entfaltet nordische Mythographie in einem zeitgenössischen Gewand, sie tradiert die urzeitlichen Quellen, aus denen die Götterlieder stammen, entfaltet Kosmogonie und Kosmologie der nordisch-germanischen Kultur von deren Beginn bis zu ihrem Ende im Ragnarök.
- Die Skáldskaparmál bietet angehenden Skalden eine Stillehre. Die in ihr zitierten Texte beziehen sich einerseits auf die mythische Urzeit, stehen aber andererseits mit historischen Skalden und Fürsten in Verbindung.
- Das Háttatal enthält die skaldische Verslehre, wie sie Snorri für seine Gegenwart als verbindlich angesehen hat.

Trotz der unterschiedlichen Konzeption ihrer Teile ist die Snorra-Edda in ihrer Gesamtheit ein Lehrbuch für Skalden.

## Snorris weiteres Werk
Neben seiner prosaischen Edda verdanken wir Snorri weitere Texte, die im Verständnis der altisländischen gelehrten Urgeschichte als historisch galten und deren historischer Wert immer noch diskutiert wird:
- die Heimskringla (das heißt Weltkreis), eine umfangreiche Chronik der norwegischen Könige aus der mythischen Zeit bis in Snorris unmittelbare Vergangenheit;
- die Óláfs saga helga (eine gesonderte Saga von Olaf dem Heiligen);
- möglicherweise die Egils saga Skallagrímssonar, eine der großen biographischen Isländersagas, die das Leben des Skalden Egill erzählt, der Snorris Vorfahre war.